# 原憲
原 憲（げん けん、生没年不詳）は、中国春秋時代の儒学者である。孔子の弟子の一人。孔子の門人で才能があった七十子の一人に数えられる。魯・宋・斉の人と伝わる。孔子より約30歳から約6歳若いとされる。字は子思（しし）。
『論語』で有名な中国春秋時代の儒学者である孔子の弟子となり、賞賛を受けたが物静かであったと伝わる。前479年に孔子が没し、その後は儒学者として第一線を退き、衛に隠居する事となった。
孔子の死後、孔子の弟子であり孔門十哲に数えられる子貢が、魯で隠居生活を送る原憲を尋ねた際の事が記されている。
原憲は上からは雨漏り、地面からは湿気が立ち上るような粗末なあばら家に住み、座して琴を弾き、歌う生活をしていた。一方子貢は孔子の門弟の中で最も富裕であり、美々しい衣装を纏い、肥えた立派な馬に曳かせた馬車に乗って訪れたが、途中道が狭くて馬車から降り、徒歩でようやく原憲の家までたどり着いた。
原憲は家の外に出て子貢を迎えたが、その様は藜の杖をつき、粗末な冠に破れた履と言ったいでたちであった。
子貢は原憲の姿を見て、「あなたは何と病んで（苦しんで）おられる事か」と嘆息して言った。これに原憲は「財産が無い者を貧しいと言い、学びながらそれを行えない事を病む（苦しむ）という。私は貧しくはあるが、病んでなどいない」と答え、さらに「世間の目を気にして行動し、周囲にへつらう者を友とし、他人に誇る為に学問をし、謝礼の為に他人に学問を教え、仁義の心を誤魔化し、馬車を立派に飾り立てるといった行動は、私にはとても出来ない」と子貢を痛烈に批判した。
子貢は大いに恥じ入り、生涯己の発言を悔やんだと言われる。